# Brickendon and Woolmers
Brickendon Estate och Woolmers Estate nära Longford, Tasmanien, Australien är två intilliggande gårdar som daterar sig till 1817, en tid i världshistorien då straffångar användes för att förse bosättare med arbetskraft i utbyte mot mat och kläder.   
Båda dessa gårdar har under 6 generationer ägts och drivits av en enda familj (familjen Archer), från början av 1800-talet (straffångeeran) och fram till vår tid.
Gårdarna sattes upp på Australian National Heritage List i november 2007 då de anses vara av enastående nationell betydelse för deras nära association till konsignationssystemet av straffångar och blev i juli 2010 ett världsarv tillsammans med 10 andra platser under beteckningen Australiska straffångeplatser.